# Otira terricola
Otira terricola là một loài nhện trong họ Amaurobiidae.
Loài này thuộc chi Otira. Otira terricola được miêu tả năm 1973 bởi Raymond Robert Forster & Wilton.